# 缺子
缺子，原寫為缺仔，是臺灣桃園市大溪區的一個傳統地域名稱，位於該區北部。相較於今日行政區，其範圍大致包括瑞興里、仁義里東南半部、瑞祥里東南半部。

## 地名
缺子地區主要位於大漢溪左岸第二段河階地，相較於地勢較高的桃園台地，地形有如切斷而凹下，故名「缺仔」。

## 歷史
台灣清治末期至日治初期，缺子地區為一街庄，稱為「缺仔庄」，隸屬於海山堡。該庄輪廓略呈東北—西南走向狹長形，東北邊及東南邊北段與中庄為鄰，東南邊中段及南段與石墩庄、月眉庄、大嵙崁街、田心仔庄、內柵庄為鄰，西南邊及西北邊南段為員樹林庄，西北邊中段及北段為埔頂庄、八塊厝庄、大湳庄。
1901年（日治明治三十四年）11月，全台設置二十廳，該庄隸屬於桃仔園廳。1903年（明治三十六年），改名桃園廳。1909年（明治四十二年）10月，合併二十廳為十二廳，該庄隸屬不變。1920年（大正九年），廢十二廳改設五州二廳，該庄改制並雅化為「缺子」大字，隸屬於新竹州大溪郡大溪街，大字下有「粟子園」、「缺子」小字名。
戰後大溪街改制為大溪鎮，隸屬於新竹縣，大字亦改制為里，並改名為瑞興里。1950年桃、竹、苗分治，大溪鎮改隸屬於桃園縣。2014年12月，桃園縣升格為直轄桃園市，大溪鎮改制為大溪區。

## 交通
國道3號又稱「福爾摩沙高速公路」，是貫穿台灣西部的兩條縱向高速公路之一，大致以東北—西南走向蜿蜒經過缺子地區西北部地帶。最近的交流道在東北側為市道110號交會口的三峽交流道，西南側則為市道112甲線交會口的大溪交流道，由此等進入可快速前往台灣西部各地。
省道台3線（康莊路、介壽路）俗稱「內山公路」，是臺北至屏東的幹道，大致以東南—西北走向轉右彎再轉左彎經過本地區西南部，向東南轉東北可前往大溪市區、三峽、土城、板橋等地，向西北轉西南可前往員樹林、龍潭、關西、橫山等地。
省道台4線（介壽路、瑞安路一段）是竹圍到石門的幹道，大致以東北—西南走向經過本地區西北部邊界地帶，再以倒S形轉向南再轉東南蜿蜒經過本地區南部，向東北轉北可前往八德、桃園、蘆竹、竹圍並止於省道台15線路口，向東南可前往內柵、新溪州、大坪並止於省道台3乙線路口。

## 學校
- 國防大學率真校區（小部分）

## 公園
- 大溪河濱公園